# Asian Cup 1994
Die Asian Cup 1994 im Badminton fanden vom 14. bis zum 18. Juni 1994 im Beijing Gymnasium in Peking statt. Das Preisgeld betrug 120.000 US-Dollar.

## Sieger und Platzierte
| Disziplin    | Gold                        | Silber                         | Bronze                                |
| ------------ | --------------------------- | ------------------------------ | ------------------------------------- |
| Herreneinzel | Dong Jiong                  | Heryanto Arbi                  | Joko Suprianto                        |
| Herreneinzel | Dong Jiong                  | Heryanto Arbi                  | Lin Liwen                             |
| Dameneinzel  | Ye Zhaoying                 | Han Jingna                     | Yuni Kartika                          |
| Dameneinzel  | Ye Zhaoying                 | Han Jingna                     | Kim Ji-hyun                           |
| Herrendoppel | Rexy Mainaky Ricky Subagja  | Cheah Soon Kit Soo Beng Kiang  | Antonius Ariantho Denny Kantono       |
| Herrendoppel | Rexy Mainaky Ricky Subagja  | Cheah Soon Kit Soo Beng Kiang  | Tan Kim Her Yap Kim Hock              |
| Damendoppel  | Chung So-young Jang Hye-ock | Chen Ying Wu Yuhong            | Plernta Boonyarit Pornsawan Plungwech |
| Damendoppel  | Chung So-young Jang Hye-ock | Chen Ying Wu Yuhong            | Finarsih Zelin Resiana                |
| Mixed        | Liu Jianjun Ge Fei          | Aryono Miranat Eliza Nathanael | Tan Kim Her Tan Lee Wai               |
| Mixed        | Liu Jianjun Ge Fei          | Aryono Miranat Eliza Nathanael | Yoo Yong-sung Jang Hye-ock            |

## Finalergebnisse
| Disziplin    | Sieger                      | Finalist                       | Ergebnis            |
| ------------ | --------------------------- | ------------------------------ | ------------------- |
| Herreneinzel | Dong Jiong                  | Heryanto Arbi                  | 12–15, 18–17, 15–11 |
| Dameneinzel  | Ye Zhaoying                 | Han Jingna                     | 11–6, 9–12, 11–3    |
| Herrendoppel | Rexy Mainaky Ricky Subagja  | Cheah Soon Kit Soo Beng Kiang  | 15–8, 15–7          |
| Damendoppel  | Chung So-young Jang Hye-ock | Chen Ying Wu Yuhong            | 15–9, 15–5          |
| Mixed        | Liu Jianjun Ge Fei          | Aryono Miranat Eliza Nathanael | 15–4, 13–15, 15–10  |

## Halbfinalresultate
| Disziplin    | Sieger                         | Gegner                                | Ergebnis           |
| ------------ | ------------------------------ | ------------------------------------- | ------------------ |
| Herreneinzel | Dong Jiong                     | Joko Suprianto                        | 15–12, 15–14       |
| Herreneinzel | Heryanto Arbi                  | Lin Liwen                             | 15–10, 9–15, 15–12 |
| Dameneinzel  | Ye Zhaoying                    | Yuni Kartika                          | 11–1, 11–3         |
| Dameneinzel  | Han Jingna                     | Kim Ji-hyun                           | 11–5, 11–8         |
| Herrendoppel | Rexy Mainaky Ricky Subagja     | Antonius Ariantho Denny Kantono       | 15–2, 15–7         |
| Herrendoppel | Cheah Soon Kit Soo Beng Kiang  | Tan Kim Her Yap Kim Hock              | 17–18, 15–0, 15–10 |
| Damendoppel  | Chung So-young Jang Hye-ock    | Plernta Boonyarit Pornsawan Plungwech | 15–2, 15–5         |
| Damendoppel  | Chen Ying Wu Yuhong            | Finarsih Zelin Resiana                | –, –               |
| Mixed        | Liu Jianjun Ge Fei             | Tan Kim Her Tan Lee Wai               | 15–2, 15–2         |
| Mixed        | Aryono Miranat Eliza Nathanael | Yoo Yong-sung Jang Hye-ock            | 15–10, 18–16       |